# Azorella
- Commons
- Wikispecies

Azorella é um género botânico pertencente à família Apiaceae.